# DAX
DAX (na njemačkom jeziku: Deutscher Aktien indeX; prevedeno na srpski: Njemački dionički indeks) berzovni je indeks na berzi vrijednosnih papira u Frankfurtu na Majni koji čine njemačke Blue chip dionice. Najvažniji je indeks na njemačkom tržištu dionica te je jedan od glavnih evropskih indeksa vezanih za berze vrijednosnih papira. Indeks stvara subjekt Deutsche Börse (prevedno na srpski: Njemačka berza), a podaci se izračunavaju putem trgovačkog sistema Xetra.

## Istorija
Indeks je pokrenut 30. decembra 1987- godine, a početna vrijednost iznosila mu je 1.000 bodova. Trgovački sistem Xetra uveden je u novembru 1997. godine, a od 2006. godine vrijednost indeksa izračunava se svake sekunde, te se podaci praktično objavljuju bez prekida. Krajem 2008. godine, ukupna tržišna vrijednost kompanije koje čine indeks iznosila je 442,5 milijarde evra.

## indeks danas
Osim baznog DAX indeksa, postoje još i podindeksi MDAX, TecDAX i ÖkoDAX. Bazni DAX indeks čini 30 dioničkih društava iz Njemačke, koja su se kroz istoriju više puta izmjenjivala. Tako su fabrike koje čine DAX u 2011. godini (abecednim redom):  i Volkswagen Group.